# Diphasia mutulata
Diphasia mutulata är en nässeldjursart som först beskrevs av Busk 1852.  Diphasia mutulata ingår i släktet Diphasia och familjen Sertulariidae. Inga underarter finns listade i Catalogue of Life.